# Saint-Nazaire-en-Royans
Saint-Nazaire-en-Royans este o comună în departamentul Drôme din sud-estul Franței. În 2009 avea o populație de 716 de locuitori.

## Evoluția populației
| An        | 1975 | 1982 | 1990 | 1999 | 2006 | 2009 |
| --------- | ---- | ---- | ---- | ---- | ---- | ---- |
| Populație | 493  | 576  | 531  | 498  | 677  | 716  |